# Somatina vestalis
Somatina vestalis är en fjärilsart som beskrevs av Butler 1875. Somatina vestalis ingår i släktet Somatina och familjen mätare. Inga underarter finns listade i Catalogue of Life.